# Seleukeia (byzantinisches Thema)
Das Thema von Seleukeia (altgriechisch θέμα Σελευκείας, thema Seleukeias) war ein byzantinisches Thema an der südöstlichen Küste Kleinasiens (heutige Türkei), dessen Hauptstadt Seleukeia (heutiges Silifke) war.

## Geschichte
In der Spätantike war der Hafen von Seleukia am Kalykadnos der Haupthafen der Provinz Isaurien und Sitz des Comes Isauriae. Im 8. Jahrhundert war hier zuerst ein Tourmarch und später ein Droungarios des Themas der Kibyrrhaioten stationiert. Im frühen 9. Jahrhundert erscheint Seleukeia als Kleisoura (ein Grenzkommando), das von den großen byzantinischen Themen der Kibyrrhaioten, dem Thema Anatolikon, dem Thema Kappadokien und dem Mittelmeer lag und direkt an das Abbasiden-Kalifat in Kilikien angrenzte. Den arabischen Geographen Qudamah ibn Ja’far und Ibn Chordadhbeh umfasste die kleisoura von Seleukeia im 9. Jahrhundert noch zehn andere Festungen und verfügte über 5000 Soldaten, von denen 500 beritten waren.
Die kleisoura wurde unter der Regentschaft von Romanos I. (regierte 920–944) zu einem vollwertigen Thema erhoben, wahrscheinlich zwischen 927 und 934. Dem Werk De Thematibus des Kaisers Konstantin VII. (regierte 913–959) zufolge war das Thema in zwei Bezirke gespalten, einen an der Küste und einen im Hinterland.
Nach der Schlacht bei Manzikert fiel die Region den Seldschuken in die Hände. Zu dieser Zeit wurde das Innere des Themas hauptsächlich von Armeniern besiedelt, die dort im 20. Jahrhundert angesiedelt worden waren. Im Jahr 1099/1100 eroberten die Byzantiner die Region zurück und befestigten Seleukeia und Korykos stark. Seleukeia wurde der Sitz eines (Doux). Es blieb bis kurz nach 1180 eine byzantinische Provinz, als es vom Königreich Kleinarmenien erobert wurde.